# Дороті Меткаф-Лінденбергер
Дороті «Дотті» Марі Меткалф-Лінденбургер (англ.  Dorothy Marie Metcalf-Lindenburger; нар. 15 травня 1975) — астронавтка НАСА, що здійснила космічний політ на шатлі STS-131 (2010, «Діскавері»).

## Життєпис

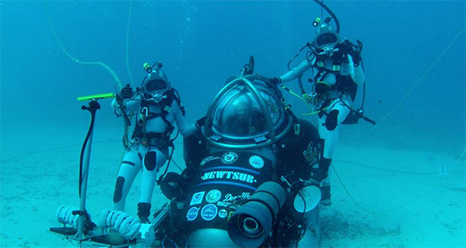
На тренуванні, Дороті ліворуч.

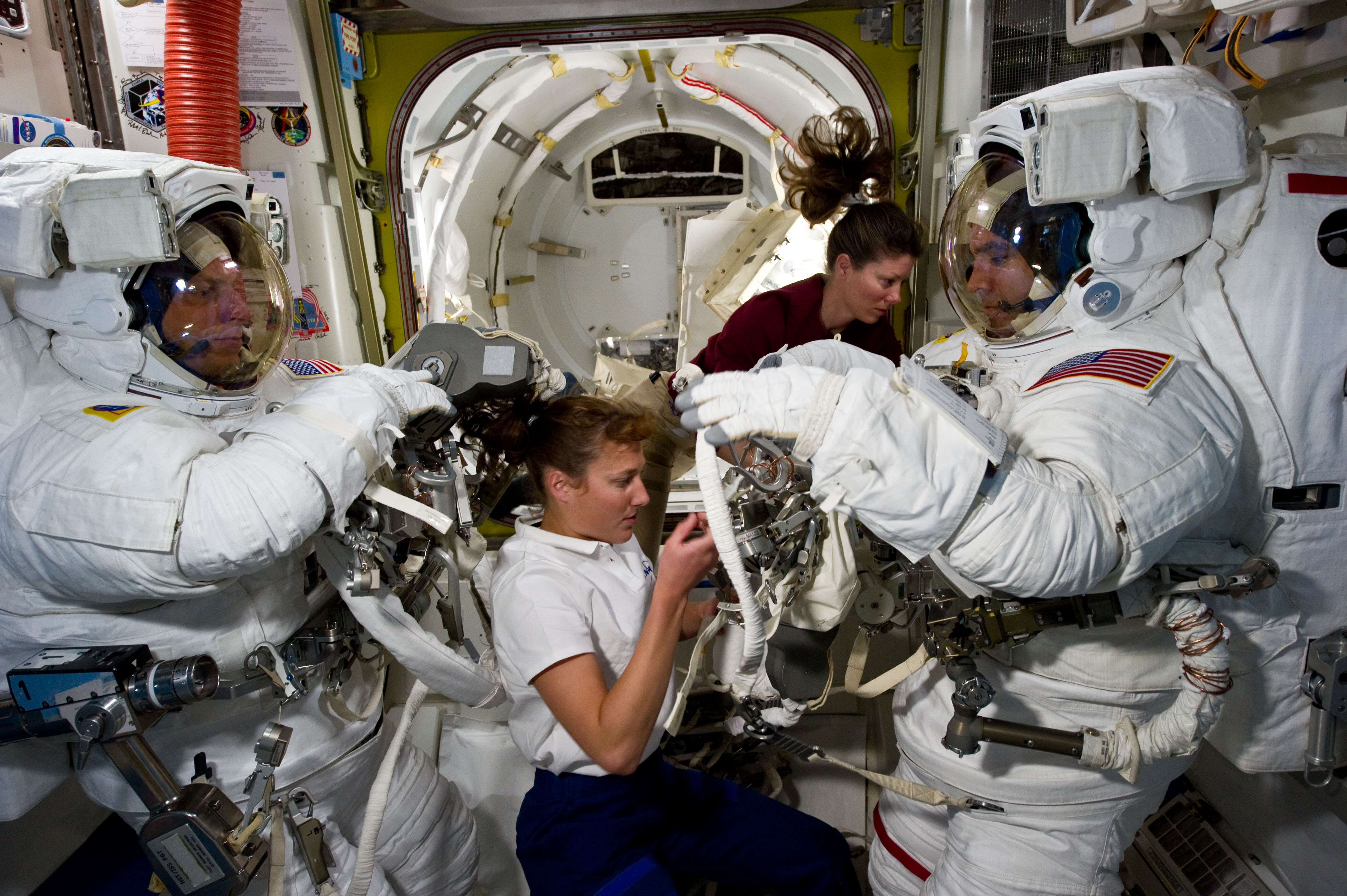
Дороті (в центрі) допомагає колегам.

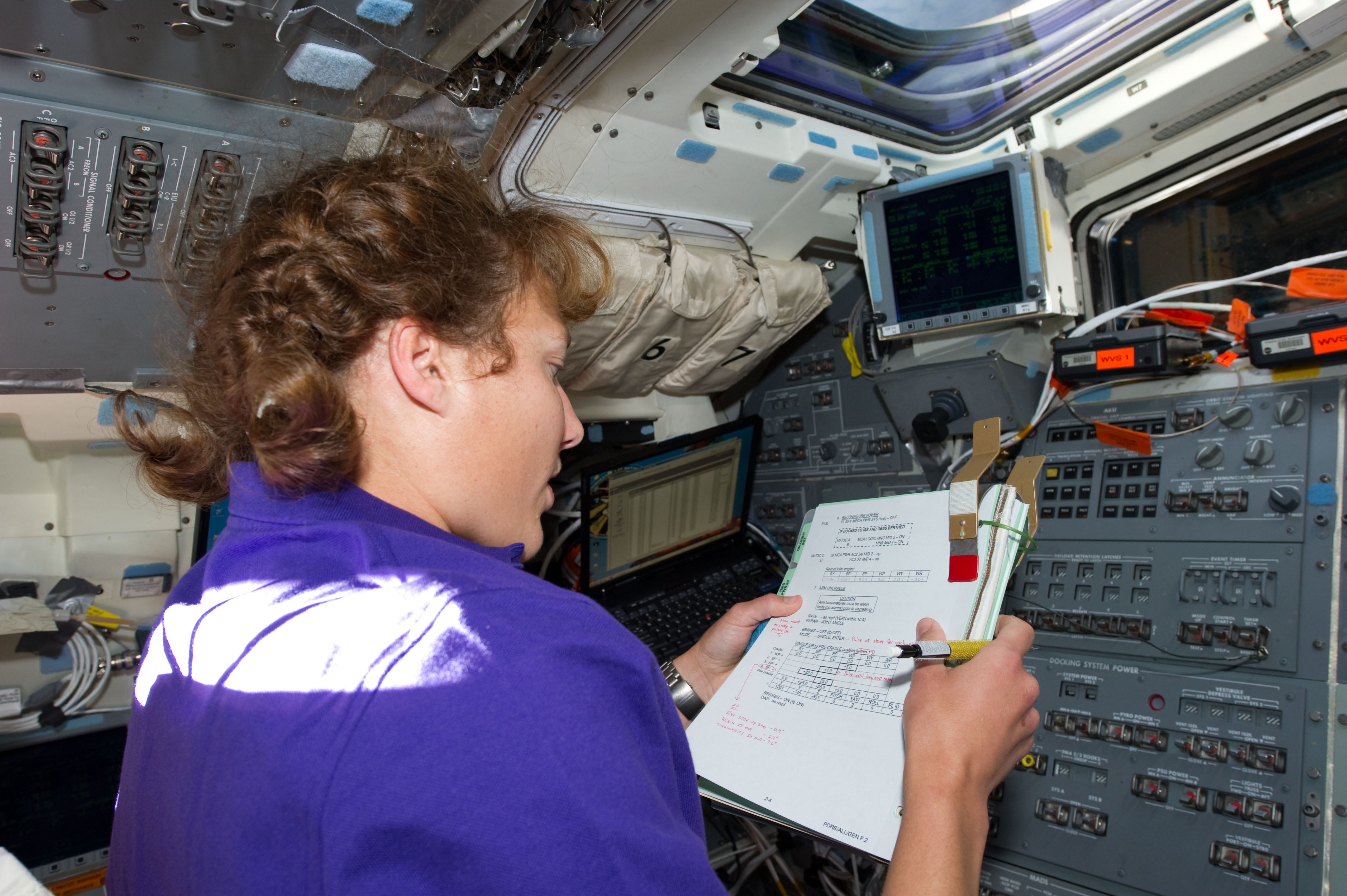
Дороті, в кормовій частині шатла, другий день польоту.

Дороті Меткалф-Лінденбургер народилася 15 травня 1975 року в Колорадо-Спрінгз, штат Колорадо. 1993 року закінчила середню школу в місті Форт-Коллінз, штат Колорадо. 1997 року здобула ступінь бакалавра (з відзнакою) в галузі геології в Коледжі Вітмана, у місті Волла-Волла, штат Вашингтон. 1999 року отримала сертифікацію вчительки в Центральному університеті Вашингтона.
До НАСА працювала вчителькою в середній школі у Ванкувері, штат Вашингтон.
2000 року одружилася з Джейсоном Меткалф-Лінденбургером. Захоплення: марафон, походи, малювання, спів, гра на музичних інструментах.

## У НАСА

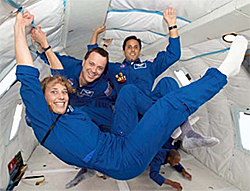
Підготовка до польоту

У травні 2004 року, в рамках програми «Викладач-астронавт» була відібрана НАСА в якості кандидатки в астронавти. Підготовка астронавтів-кандидатів полягала в численних лекціях і семінарах, наукових і технічних брифінгах, інтенсивному навчанні з влаштування Шатлів і Міжнародної космічної станції (МКС), фізіологічна підготовка, польоти на літаках T-38 Talon, приземлення і приводнення, навчання виживання в пустелі. Успішно завершивши підготовку в лютому 2006 року, Ліндербергер здобула звання «фахівець польоту — викладач».

## Польоти
Перший політ — STS-131, шаттл «Діскавері». C 5 по 20 квітня 2010 року, як «фахівець польоту — викладач», Ліндербергер стала першим викладачем в космосі. Мета польоту: доставка наукового обладнання в транспортному модулі «Леонардо». Це сьомий політ модуля «Леонардо» до Міжнародної космічної станції (МКС). У модулі «Леонардо» упаковані нові спальні місця для членів екіпажу МКС, продукти та одяг для екіпажу МКС, нова лабораторна морозильна камера, спортивний тренажер, запасні частини для системи регенерації води, експериментальне обладнання і стійки з витратними матеріалами. У «Леонардо» також знаходиться спеціальне огородження, яке має бути змонтовано в модулі «Дестіні», призначеного для створення ефекту темної кімнати, для поліпшення умов спостереження і фотографування Землі. У модулі «Леонардо» розміщені корисні вантажі загальною вагою близько 8,5 тонн. У вантажному відсіку шаттла також поміщений бак для аміаку, який астронавтам належить встановити на станції і включити його в систему охолодження. Загальна вага обладнання і матеріалів, доставлених на станцію, становить понад 10 тонн. Тривалість польоту склала 15 діб 2 години 47 хвилин.
Загальна тривалість польотів у космос — 15 днів 2 години 47 хвилин.

## Після польотів
2007 року ім'я Дороті Ліндербергер було внесене в Зал слави астронавтів. 
У червні 2012 року взяла участь у місії НАСА з операцій в екстремальному навколишньому середовищі (NEEMO 16). 
Звільнилася з НАСА 13 червня 2014 року.

## Нагороди та премії
Нагороди: Медаль «За космічний політ» (2010) та багато інших.